# ميغلي (مقاطعة فيروزآباد)
ميغلي (بالفارسية: میگلی) هي قرية تقع في قسم دادنجان الريفي في إيران. يقدر عدد سكانها بـ 191 نسمة بحسب إحصاء 2016.